# Medea (opera Cherubiniego)
Medea (fr. Médée) – opera z muzyką Luigiego Cherubiniego i librettem François-Benoît Hoffmanna.

## Osoby
- Kreon – bas
- Dirce/Glauce – sopran
- Jazon – tenor
- Medea – sopran
- Neris – mezzosopran
- Kapitan – bas
- Argonauta – tenor
- Dwie powiernice Dirce – sopran, mezzosopran

## Treść
Akcja opery rozgrywa się w Koryncie.

### Akt I
Dirce, mająca poślubić Jazona, obawia się, że przyszły mąż porzuci ją, tak jak porzucił Medeę. Jazon natomiast obawia się, że Medea może odebrać mu synów. W czasie uroczystości ślubnych pojawia się Medea. Chce odzyskać Jazona i błaga go, by do niej powrócił, natomiast Kreonowi grozi. Kreon staje po stronie nowożeńców, zaś Jazon odpycha Medeę, która przysięga mu straszną zemstę.

### Akt II
Medea wzywa Erynie na pomoc. Neris ostrzega ją, że Kreon zamierza wypędzić ją siłą z Koryntu, Medea odmawia jednak ucieczki. Przybywa Kreon i nakazuje Medei opuścić królestwo natychmiast, jednak biorąc pod uwagę jej błagania zgadza się na jeden dzień zwłoki. Jazon odmawia Medei oddania dzieci, czym wzbudza jej furię i żądzę zemsty. Medea przygotowuje dla Dirce dar – wspaniałą szatę ślubną.

### Akt III
Medea z dziećmi i Neris udają się do pałacu Kreona. Dzieci wręczają pannie młodej straszliwy dar Medei i wszyscy wychodzą z pałacu. Wtedy z jego wnętrza dochodzą krzyki Dirce. Nieszczęsna ginie w płomieniach, które powstały po założeniu na ciało darowanej sukni. Pożar rozprzestrzenia się w pałacu. Na tle płonącej siedziby Kreona Medea zabija swoich synów, a sama ginie pochłonięta przez piekło.

## Historia utworu
Cherubini rozpoczął komponowanie Medei w 1792 roku i pracował nad nią równocześnie pisząc Elizę. Utwór należy do gatunku opéra comique – fragmenty śpiewane przeplatane są dialogami mówionymi, napisanymi aleksandrynem. W premierowej obsadzie w partii tytułowej wystąpiła śpiewaczka i aktorka Julie-Angélique Scio. Po 20 przedstawieniach opera została zdjęta z afisza i w wersji oryginalnej znikła z repertuaru na prawie 200 lat. W 1800 roku wystawiono ją w Berlinie w przekładzie niemieckim. W 1855 we Frankfurcie, wzbogacono ją śpiewanymi recytatywami dokomponowanymi w stylu wagnerowskim przez Franza Paula Lachnera. Nowa wersja, daleka od oryginalnego zamysłu kompozytora, przyjęła się na scenach niemieckojęzycznych (Monachium – 1872, Wiedeń – 1880). W 1865 powstała inna adaptacja utworu – z tekstem włoskim i recytatywami skomponowanymi przez Luigiego Arditiego. W 1909 w mediolańskiej La Scali wystawiono Medeę z tekstem włoskim i muzyką recytatywów pochodzącą od Lachnera. W tej wersji opera wróciła na scenę dzięki Marii Callas, która w 1953 wystąpiła w partii tytułowej we Florencji i w latach 1953–1961 śpiewała ją 31 razy na różnych scenach tworząc jedną z najważniejszych ról swojej kariery. Wersja oryginalna Medei została ponownie wykonana dopiero w 1995 na Festiwalu Martina Franca. Dzieło Cherubiniego nie jest zbyt często wystawiane, przede wszystkim ze względu na niezwykłą trudność partii tytułowej, wymagającej od śpiewaczki nie tylko wyjątkowego głosu i umiejętności wokalnych, a w wersji oryginalnej także zdolności dramatycznych.